# D313/314次列车
D313/314次旅客列车，是中国国内一对往返上海、北京两地的卧铺动车组旅客列车，已于2019年1月5日停运，停运前由上海铁路局上海客运段高三车队负责客运任务。其前身可追溯至1949年11月15日首次开行的11/12次列车，经过数十年来的发展，这对列车先后使用过11/12次、5/6次、13/14次、K13/14次、T13/14次、Z13/14次等车次。该列车停运时使用的车次为D313/314次，由2009年4月1日起开始使用，其中由上海开往北京为D314次（上行），北京返回上海为D313次（下行）。这趟列车曾经是中国国内第一列中途不停站的直达列车、长途空调列车，也是全国最优秀的旅客列车之一。自1978年铁道部颁发“红旗列车”荣誉以来，13/14次列车已经连续30年保持“红旗列车”称号，1995年起连续13年被命名为“青年文明号”列车。

## 历史

### 开始运营
中华人民共和国在1949年10月建国后，国内的铁路运输陆续恢复。早在1949年7月1日，中斷了12年的上海至北平直達旅客列車已经恢復開行。随着同年8月上海铁路局成立，调整运输秩序和铁路规范。1949年11月15日，开行了第一对京沪列车，当时命名为11/12次直快旅客列车，列车全程运行36个小时，经由沪宁铁路、津浦铁路、京山铁路运行，由于当时尚未有南京长江大桥，列车只能靠1933年建成的下關與浦口之間的南京铁路轮渡越过长江。1956年，车次改为5/6次，运行时间为28个小时。
而13/14次特快列车这个车次的正式起用是在1959年夏季，运行时间也缩短为约24小时。在1968年10月1日南京長江大橋建成通車後，列车无需靠火车轮渡过江，运行时间进一步缩短。当时13/14次列车的优秀服务已经令其闻名全国，乘务员本着“一心一意為旅客服務，一舉一動對旅客負責，一言一行使旅客滿意”为旅客提供尽可能周全的服务。1978年10月14日，13/14次旅客列车被铁道部评为“红旗列车”，成为中国第一批红旗列车之一。几十年来，历代列车代表先后受到毛泽东、周恩来、邓小平、江泽民等党和国家领导人接见。

### 更新换代
1980年7月15日，13/14次京沪特快列车改装空调，成为全国第一列全列采用空调装置的干线长途列车，而该列车在80年代使用的22型空调客车并非传统的绿色涂装，而是使用棕红色与奶油色搭配的特殊涂装。1985年4月1日，13/14次京沪特快列车升级为直达特快，中途仅停靠天津西站、济南站、蚌埠站三个车站，但不办理客运业务，全程运行时间减少至约17小时。1986年，列车开始由周恩来号机车（先后為东风4B型2106号、东风11型1898号）牵引，并且一直持续了近20年，直到2004年升级为直达特快列车后由东风11G型内燃机车牵引。1992年4月1日，13/14次的车底更换为25A型空调客车，其后又改为25G型。

### 车次升级
1997年4月1日，在中國鐵路第一次大提速之际，列车车次改为K13/14次快速列车，并取消停靠天津西站。至2000年10月21日进行第三次大提速时，车次再改为T13/14次特快列车，京沪特快列车实现“夕发朝至”，运行时间缩短为14小时。2001年11月14日，时任中共中央总书记、国家主席江泽民视察这趟列车并为T13/14次列车题写和命名为“东方号”；2002年4月30日，江泽民题写的“东方号”徽章正式挂上了列车。2004年4月18日，中國鐵路實施第五次大提速，T13/14次升级为Z13/14次直达特快列车，改用郑州铁路局武昌车辆段转配、原定用于Z37/38次列车的BSP制25T型客车，取消所有中途车站停靠，运行时间缩短为11小时58分，并在全路首次推出免费晚餐服务，原有的25K型车体转配柳州铁路局，用于深圳至桂林的T38/39、T40/37次列车，2011年转配T77/78次列车。2007年4月18日，第六次大提速后，全程运行时间缩短到11小时28分。
2007年10月10日，即2008年北京奥运会倒计时300天的日子，由北京奥组委倡导并支持，共青团中央、铁道部联合发起的“全国青年文明号列车宣传奥运文化之旅”选择了Z13/14次列车作为此活动的首发列车。 2007年12月18日，首趟被命名为“全国青年文明号列车宣传奥运文化之旅”的Z14次列车在上海发车，以列车将作为奥运文化主题活动的载体，用文字图片、列车广播等形式将奥运历史、故事、知识传播给广大旅客。

### 升级为动车组
2009年4月1日，随着这对列车更换使用CRH2E型和谐号高速卧铺动车组，车次改为D313/314次，全程运行时间缩短到10小时12分，原车次得以留空，直至2014年12月10日在沈阳北开往广州东的Z12/13、Z14/11次列车京广段上重新启用。原列车组及原庞巴迪车厢全都转移到北京西—長沙的Z17/18次列车，2015年5月20日转配北京铁路局天津车辆段，目前配属中国铁路哈尔滨局集团齐齐哈尔北车辆段，用于齐齐哈尔往返北京的Z83/84次列车。
2009年11月5日起，D313/314次列车车体更换成CRH1E型和谐号高速卧铺动车组，是中国首次在动车组上出现高级软卧包厢服务，运行时间不变。
隨著北京南站京沪普速场于2009年12月25日开通，由2010年1月19日起，来往上海—北京之间、包括D313/314次列车在内的5對臥鋪動車組由北京站調整為北京南站高速場始發終到。
2010年8月11日起，包括D313/314次列车在内的5对来往北京至上海方向的动车，改经沪宁高速铁路运行，并改为上海虹桥站终到、始发。D313/314次列车的运行时间因而缩短了15分钟，减少至9小时54分，并且在沿途增加无锡、常州、镇江等地的停站。
2011年6月30日起，配合京沪高铁正式运营，包括D313/314次列车在内的来往于京沪间的卧铺动车组列车停止运营。尽管同时开通的京沪高速动车组列车车次仍包括G13/14，但G13次由北京铁路局北京客运段担当，G14次则由上海铁路局上海客运段担当，与原有的“东方号”列车并无太大关系。

### 重新开行

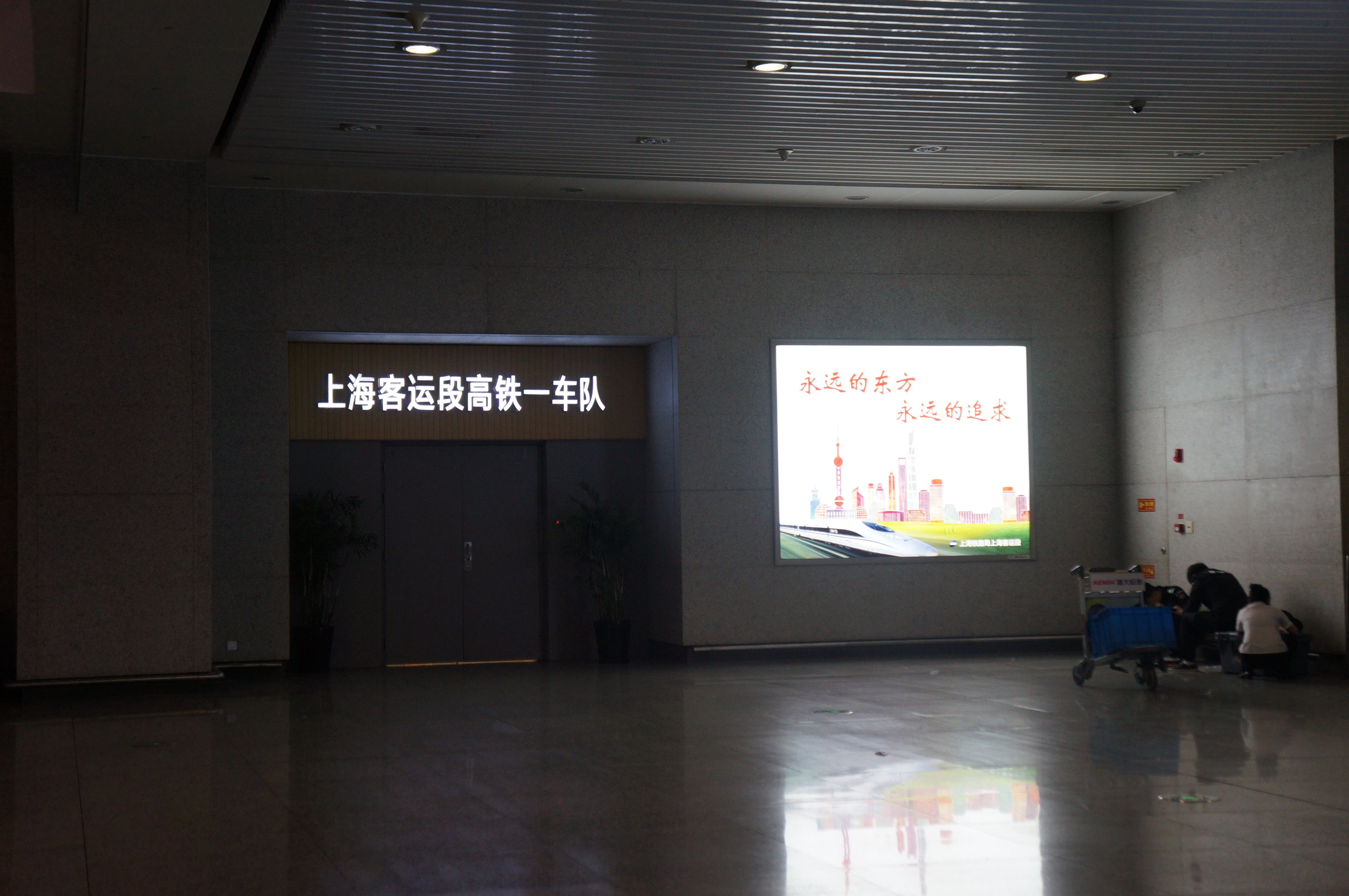
2011年开行的D313/314次列车由上海客运段高铁三车队担当，原担当Z13/14号列车的沪京车队现为高铁一车队，主要担当京沪高速动车组列车。其出乘点旁的宣传语“永远的东方，永远的追求”显示出其与东方号列车的渊源

2011年9月1日起，D313/314次列车与其他京沪卧铺动车组列车恢复开行。受到限速影响，全程运行时间较停运前有所增加，票价也相应下调。同时D313/314列车上海始发站改为上海站，车体改为CRH1E型和谐号高速卧铺动车组。
2012年7月1日起随着全国铁路运行图的调整，D313/314次列车的发车时间发生变动。由于车底调配等因素，D313/314次在2015年春运期间临时停运。同年3月20日，由于CRH1E和CRH2E配属的调整，D313/314次重新改由CRH1E担当。此后，由于CRH1E大多被用于开行上海至广州、深圳的卧铺动车组列车，D313/314次列车每周的开行次数大为减少，仅每周二、三由上海站发车，每周三、四由北京南站发车，且节假日期间停运，维持每日开行的京沪动卧仅余D321/322次。
另外，据北京铁路局的公告显示，2015年9月25日至10月7日间，北京站和上海站间将开行Z4013/4014次临时旅客列车，中国铁路客户服务中心8月28日公布的Z4014次时刻表显示其排点与D314次几无差别，但实际运行时频繁晚点。
2016年3月，上海铁路局发布公告：自2016年3月4日起，原每周开行两对的D313/314次列车改为每日开行；自3月5日始发站起，每日开行北京南～上海D313次。同时，上海虹桥终到深圳北的动卧停运。2016年5月15日起，新CRH1E开始在D314/3次列车上运用。
2019年1月5日起，受复兴号CR200J型电力动车组担当的列车开行影响，D314次由上海自2019年1月4日、D313次由北京南自2019年1月5日起停运。

## 使用车体

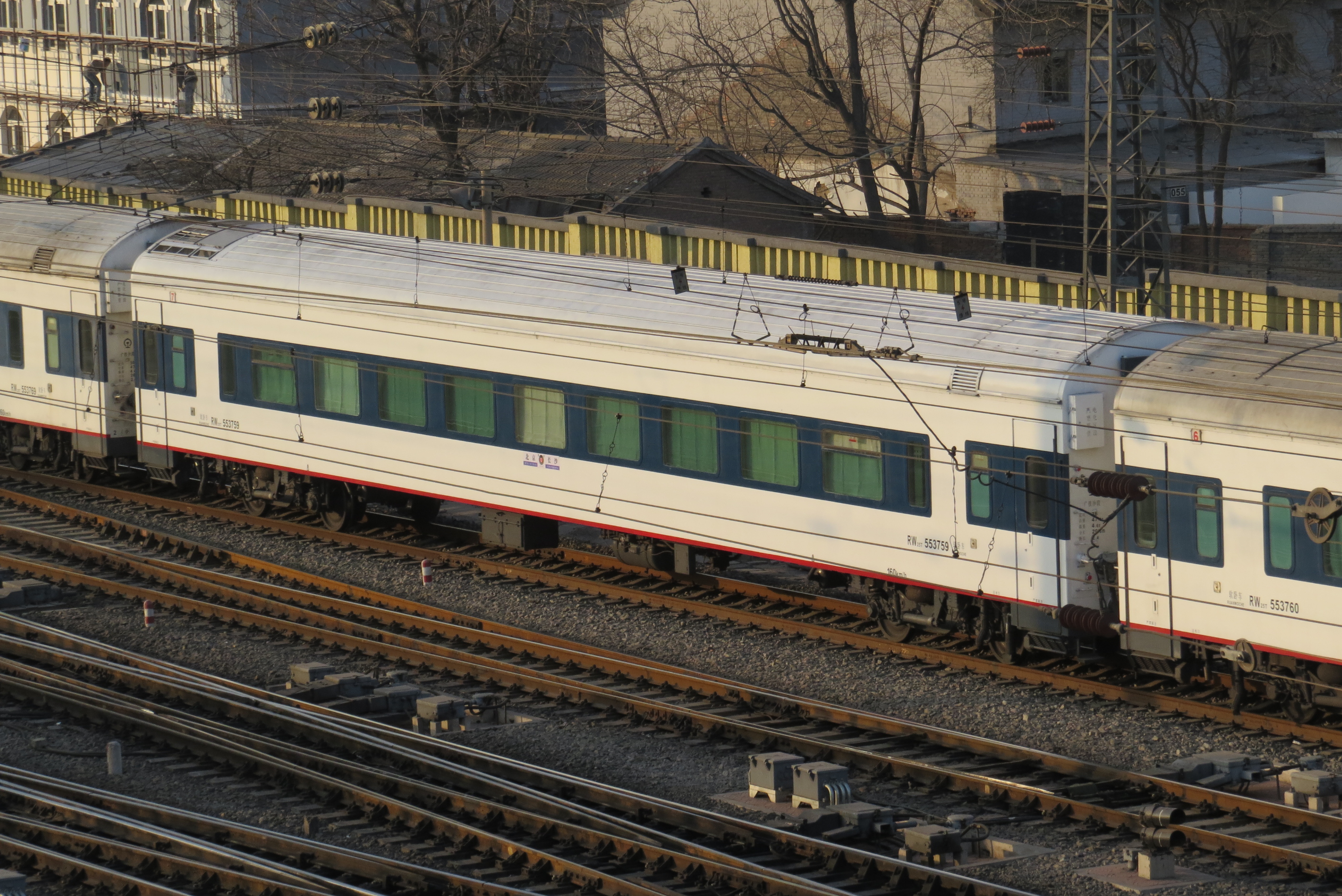
原Z13/14次列车使用的庞巴迪原厂25T型客车（如图中的RW25T 553759号车）是少数使用塞拉门的BSP原厂25T型，曾一度用于Z207/208次列车（2014年12月摄于北京站）

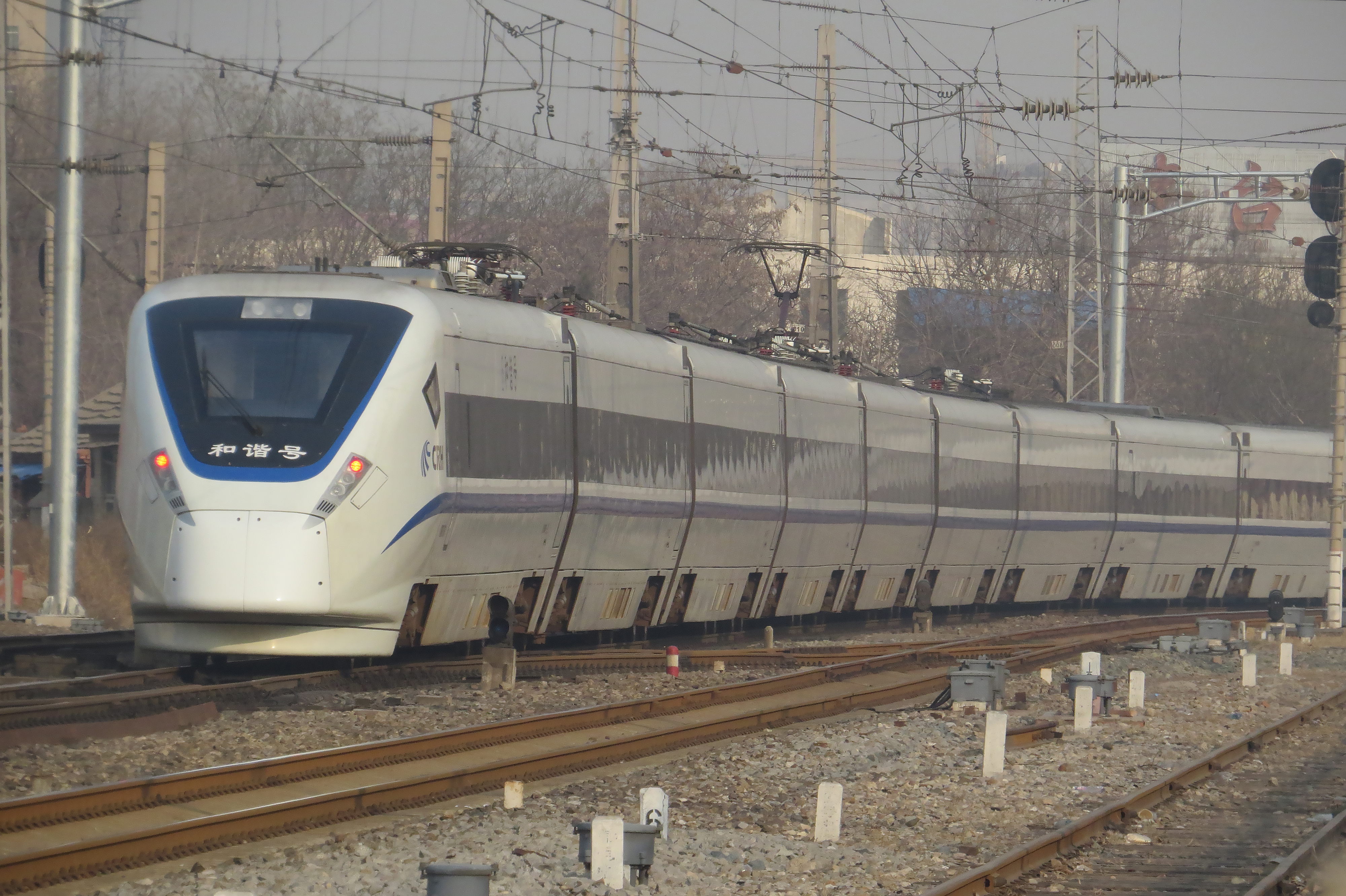
晚点的D314次列车通过丰台机务段南侧（2015年12月）

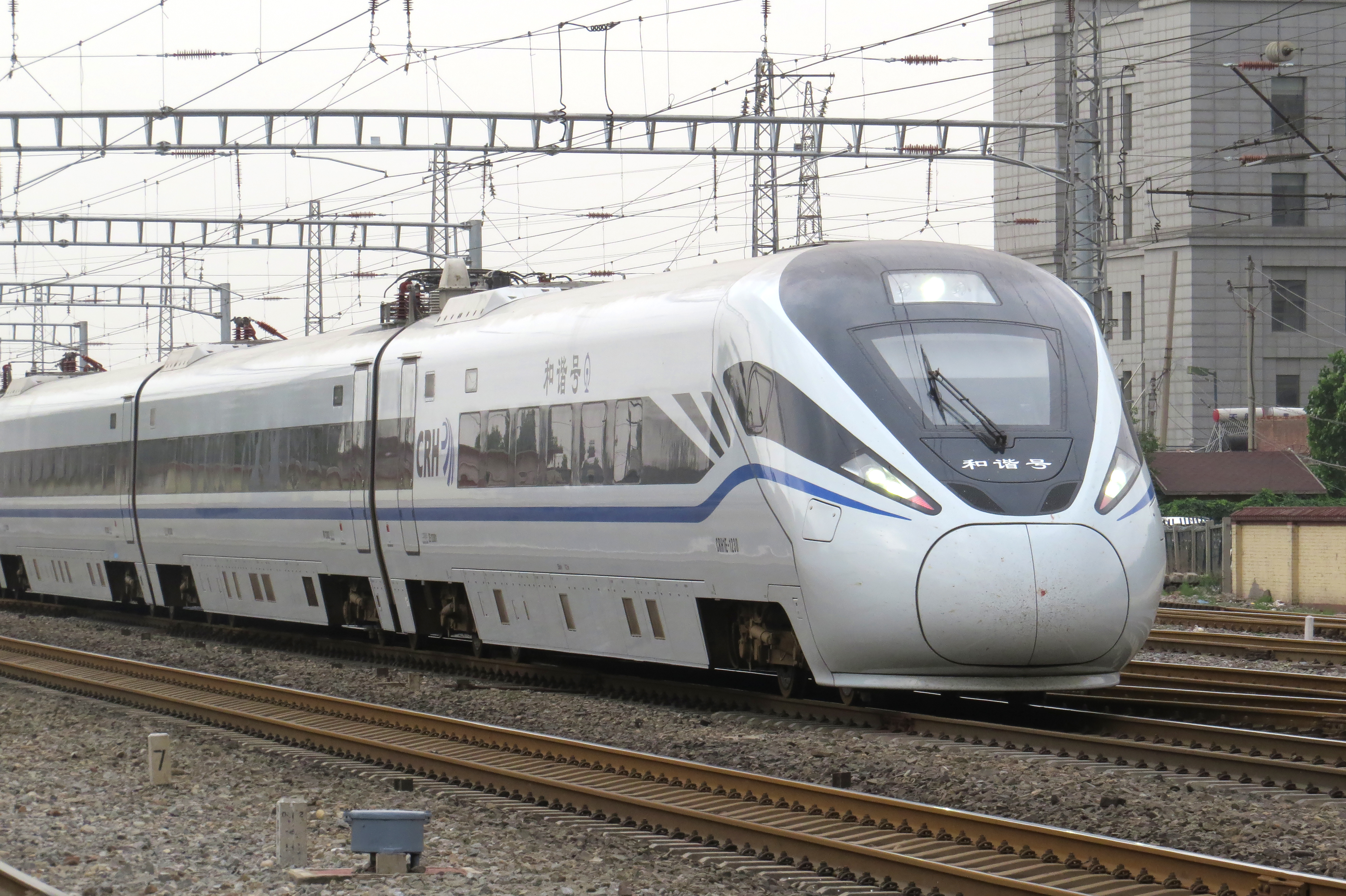
CRH1E-NG担当的D314次列车通过丰台机务段南侧（2016年5月）

| 车次     | 年份                            | 使用车体                                                                  | 列车编组                                                 |
| -------- | ------------------------------- | ------------------------------------------------------------------------- | -------------------------------------------------------- |
| 13/14    | 1959年－ 1980年7月14日          | 22型客车                                                                  |                                                          |
| 13/14    | 1980年7月15日－ 1986年          | 22型改造自供电空调客车                                                    |                                                          |
| 13/14    | 1986年－1987年                  | 22型自供电空调客车（长春客车厂新造）、 24型客车（东德进口）               |                                                          |
| 13/14    | 1987年－1992年                  | 22型集中供电空调客车 （四方机车车辆厂新造）                               |                                                          |
| 13/14    | 1992年                          | 25A型客车                                                                 |                                                          |
| 13/14    | 1992年－ 1997年3月30日          | 25G型客车                                                                 |                                                          |
| K13/14   | 1997年4月1日－ 2000年10月20日   | 25G型客车（第一批）                                                       |                                                          |
| T13/14   | 2000年10月21日－ 2001年10月20日 | 25K型客车（第二批）                                                       |                                                          |
| T13/14   | 2001年10月21日－ 2004年4月17日  | 25K型客车（第三批）                                                       |                                                          |
| Z13/14   | 2004年4月18日－ 2009年3月30日   | 25T型客车（BSP生产                                                        | 8节软卧+1节高级软卧+1节餐车+9节软卧                      |
| D313/314 | 2009年4月1日－ 2009年11月4日    | CRH2E型和谐号动车组                                                       | 1节二等座+6节软卧+1节餐车 +7节软卧+1节二等座             |
| D313/314 | 2009年11月5日－ 2011年6月29日   | CRH1E型和谐号动车组                                                       |                                                          |
| D313/314 | 2011年7月1日－ 2011年8月31日    | 停运                                                                      |                                                          |
| D313/314 | 2011年9月1日－ 2016年5月14日    | CRH1E型和谐号动车组 (上海铁路局) CRH2E型和谐号动车组 (北京铁路局)         | 1节二等座+7节软卧+1节餐车 +1节高级软卧+5节软卧+1节二等座 |
| D313/314 | 2016年5月15日－2019年1月4日     | CRH1E-NG型和谐号动车组 (上海铁路局) CRH2E-NG型纵向轨枕动车组 (北京铁路局) | 1节二等座+7节软卧+1节带吧台的软卧车 +6节软卧+1节二等座   |

### 列车编组

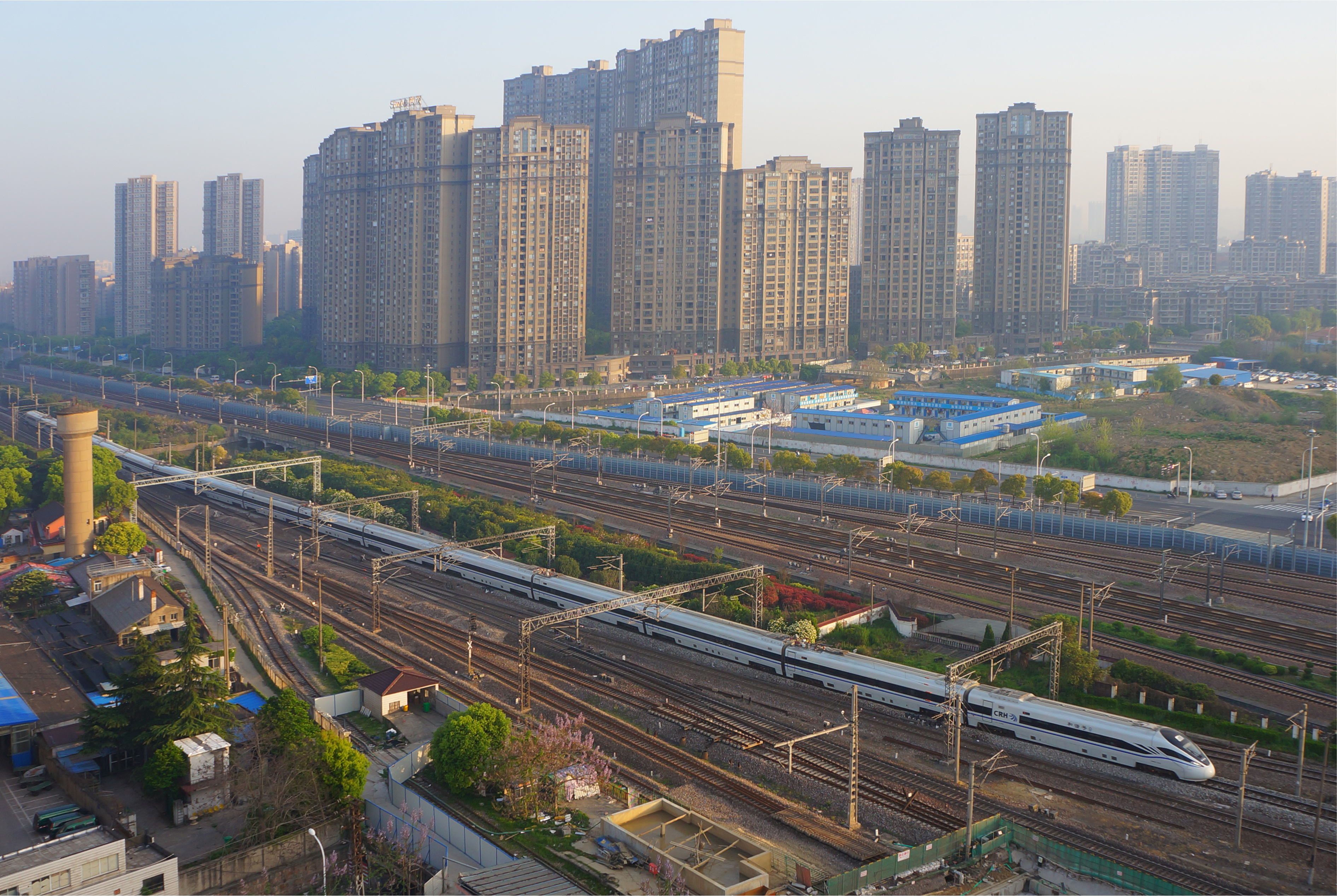
D313次列车通过无锡站（2017年4月）

截至2016年5月15日，D313/314次列车使用配属上海铁路局上海动车段的新CRH1E型电力动车组，全列定员642人，编组如下：
| 车厢编号 | 1           | 2-8       | 9                  | 10-15     | 16          |
| 车型     | ZE 二等座车 | WR 软卧车 | WRC 软卧餐车合造车 | WR 软卧车 | ZE 二等座车 |

## 票价
- D313/314次（上海－北京南）：￥1233（高级软卧）、￥615（软卧）、￥309（二等座）

## 时刻表

### 现行
- 数据截至2016年5月15日。

| D313次 | D313次 | D313次 | D313次 | 停靠站 | D314次 | D314次 | D314次 | D314次 |
| 里程   | 天数   | 到点   | 开点   | 停靠站 | 到点   | 开点   | 天数   | 里程   |
| ------ | ------ | ------ | ------ | ------ | ------ | ------ | ------ | ------ |
| 0      | 当日   | —      | 19:34  | 北京南 | 08:55  | —      | 次日   | 1454   |
| 1153   | 次日   | 04:51  | 04:57  | 南京   | 23:36  | 23:41  | 当日   | 301    |
| 1289   | 次日   | 05:58  | 06:07  | 常州   | ↑      | ↑      | 当日   | 165    |
| 1370   | 次日   | 06:46  | 06:50  | 苏州   | 21:52  | 21:54  | 当日   | 84     |
| 1454   | 次日   | 07:41  | —      | 上海   | —      | 21:08  | 当日   | 0      |

### 历史时刻
- Z13/14次 北京——上海 直达特快列车
- 本时刻表自2004年4月18日第五次大提速起实行

| Z13次 | Z13次  | Z13次 | Z13次 | 停靠站 | Z14次 | Z14次 | Z14次  | Z14次 |
| 里程  | 天数   | 到点  | 开点  | 停靠站 | 到点  | 开点  | 天数   | 里程  |
| ----- | ------ | ----- | ----- | ------ | ----- | ----- | ------ | ----- |
| 0     | 当天   | —     | 19:07 | 北京   | 06:58 | —     | 第二天 | 1463  |
| 1463  | 第二天 | 07:05 | —     | 上海   | —     | 19:00 | 当天   | 0     |

- K13/14次 北京——上海
- 编组：软、硬卧、餐、硬座、行
- 本时刻表自1997年4月1日第一次大提速起实行

| K13次 | K13次  | K13次 | K13次 | 停靠站 | K14次 | K14次 | K14次  | K14次 |
| 里程  | 天数   | 到点  | 开点  | 停靠站 | 到点  | 开点  | 天数   | 里程  |
| ----- | ------ | ----- | ----- | ------ | ----- | ----- | ------ | ----- |
| 0     | 当天   | —     | 19:50 | 北京   | 08:00 | —     | 第二天 | 1463  |
| 497   | 第二天 | 00:47 | 00:59 | 济南   | 02:50 | 03:02 | 第二天 | 966   |
| 979   | 第二天 | 06:07 | 06:17 | 蚌埠   | 21:33 | 21:43 | 当天   | 484   |
| 1463  | 第二天 | 10:58 | —     | 上海   | —     | 16:52 | 当天   | 0     |

- 13/14次 京沪特别快车（直达）
- 编组：软、硬卧、餐、硬座
- 济南站停车不办理客运业务
- 自1987年4月1日起实行

| 13次 | 13次   | 13次  | 13次  | 停靠站 | 14次  | 14次  | 14次   | 14次 |
| 里程 | 天数   | 到点  | 开点  | 停靠站 | 到点  | 开点  | 天数   | 里程 |
| ---- | ------ | ----- | ----- | ------ | ----- | ----- | ------ | ---- |
| 0    | 当天   | —     | 14:40 | 北京   | 09:01 | —     | 第二天 | 1462 |
| 494  | 当天   | 19:55 | 20:07 | 济南   | 03:30 | 03:42 | 第二天 | 968  |
| 1462 | 第二天 | 07:39 | —     | 上海   | —     | 16:02 | 当天   | 0    |